# Tempel van Vesta
De Tempel van Vesta (Latijn: aedes Vestae) was een tempel op het Forum Romanum in Rome. Het was een van de oudste en belangrijkste tempels in de stad.

## Geschiedenis
De tempel stond vlak bij het Huis van de Vestaalse Maagden en was gebouwd ter ere van Vesta, de godin van het haardvuur. In, of bij, deze tempel brandde vroeger een vuur dat nooit mocht doven en de Vestaalse Maagden waren hiervoor verantwoordelijk. Naast enkele andere heilige objecten werd ook het Palladium in de tempel bewaard. Dit houten beeld was destijds een van de heiligste voorwerpen. Dit werd allemaal bewaard in de Penus Vestae, een afgeschermd deel van de tempel, want de Vestaalse Maagden waren de enigen die ze mochten zien.
De tempel was zeer oud en werd oorspronkelijke toegeschreven aan Romulus en vooral Numa Pompilius, de eerste twee koningen van Rome. Waarschijnlijk was het in eerste instantie niet meer dan een klassieke Italische hut uit dit tijdperk, gemaakt van takken met een dak van stro. In 210 v.Chr. dreigde de tempel door brand verwoest te worden, maar werd gered door de inspanningen van dertien slaven, die als beloning hun vrijheid kregen.
De tempel brandde desondanks diverse malen af, maar de heilige voorwerpen konden telkens op tijd in veiligheid worden gebracht. De Grote brand van Rome in 64 verwoestte de tempel, maar keizer Nero liet hem snel herbouwen. Trajanus liet deze tempel aan het begin van de 2e eeuw weer restaureren, maar bij de grote brand van 191 ging hij opnieuw verloren. Hierna werd de tempel voor de laatste keer herbouwd door Julia Domna, de vrouw van Septimius Severus. De Tempel van Vesta behield zijn religieuze functie tot keizer Theodosius I hem in 394 definitief liet sluiten.

## De tempel
De oorspronkelijk houten tempel werd gedurende de eeuwen steeds luxueuzer herbouwd. Het uiterlijk van de tempel in de keizertijd is bekend gebleven van vele Romeinse munten waarop deze afgebeeld werd. Op een betonnen fundering stond een rond bouwwerk, dat geheel uit wit marmer was opgetrokken. De tempel had een diameter van 14,8 meter, ofwel 50 Romeinse voet. In de tempel was een 5 meter diepe put, waar vermoedelijk de as in werd bewaard. De ingang was op het oosten gericht, naar het Huis van de Vestaalse Maagden, en de tempel stond ook binnen de ommuring behorend bij dit complex. Na de laatste herbouw stond de tempel op een basis met drie treden waarop het podium stond. Hierop stond een ronde opbouw waarop zuilen in de Korinthische orde stonden. De tussenruimte werd gevuld met marmeren blokken. Om deze ronde muur van de cella stond een rij van 20 losstaande zuilen op sokkels die uit de basis van de tempel staken. Deze waren eveneens in de Korinthische orde. De zuilen waren 4,45 meter hoog en de open ruimte tussen werd gevuld met een metalen sierhekwerk. Op de fries stonden offertaferelen afgebeeld en het dak was bekleed met brons.

## Afbraak en herbouw
De Tempel van Vesta bleef tot in de Renaissance redelijk intact. In 1549 werd het gebouw echter volledig afgebroken, zodat het marmer hergebruikt kon worden in de kerken en pauselijke paleizen. Bij opgravingen aan het einde van de 19e eeuw werden de laatste restanten teruggevonden. Slechts de ronde betonnen fundering en een klein deel van het podium waren nog intact. Samen met enkele andere fragmenten die in de directe omgeving werden opgegraven en met gebruikmaking van veel nieuwe blokken travertijn, werd in 1930 een klein deel van de bovenbouw gereconstrueerd. Dit is de Tempel van Vesta zoals men hem nu op het forum ziet staan.

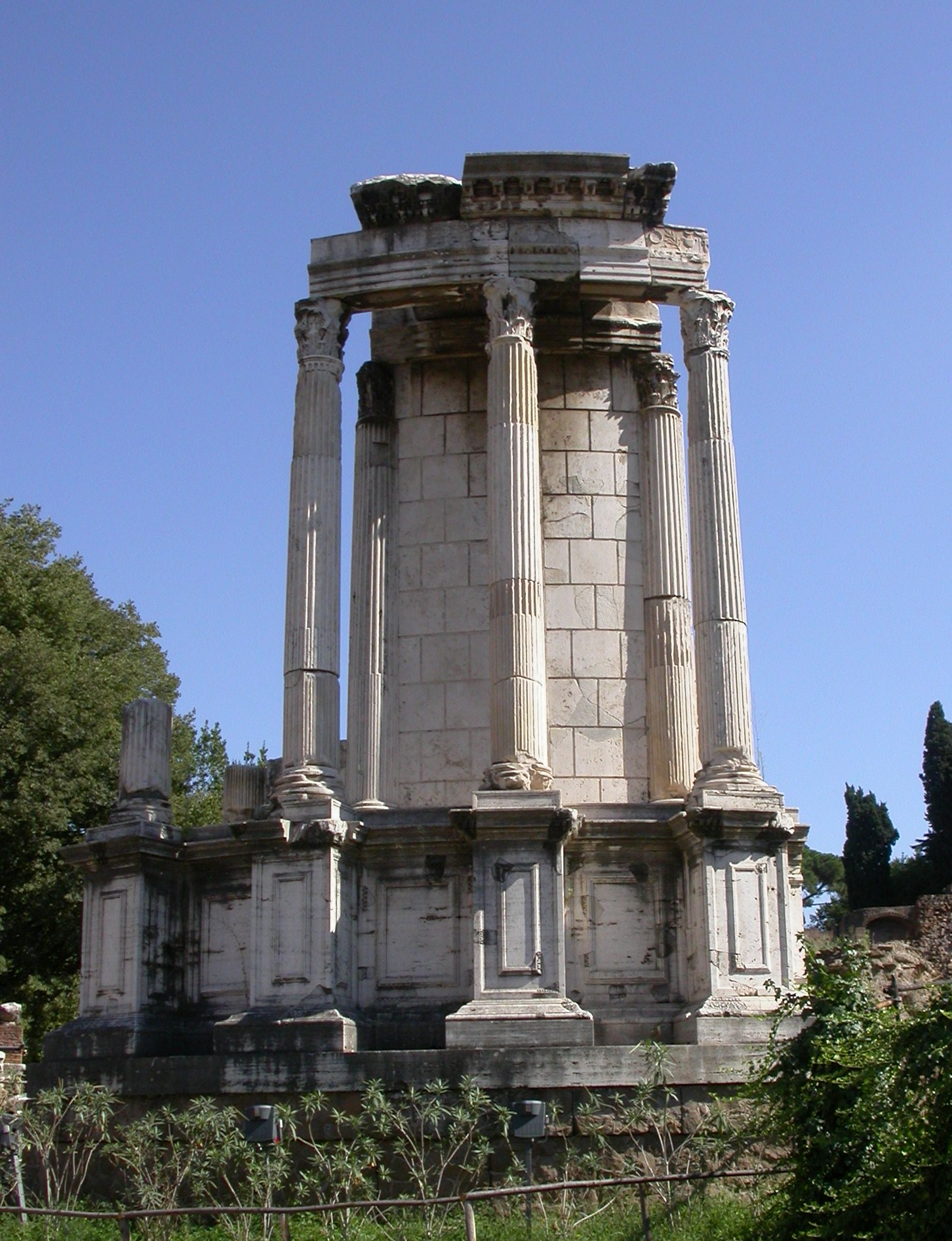
De huidige reconstructie van de tempel